# Szirmai Károly
Szirmai Károly (Temerin, 1890. június 27. – Verbász, 1972. október 6.) író, kritikus, lapszerkesztő.

## Élete, munkássága
Iskoláit magánúton, majd Újvidéken végezte, Budapesten hallgatott jogot, 1914-ben szerzett jogi doktorátust. Az 1920-as évek derekán érkezett haza szülőföldjére, írói tapasztalatokkal tarsolyában, hiszen első novellái az 1900-as évek végén jelentek meg. Írói kibontakozása is gyors volt: az 1930-as években már Szenteleky Kornél örökébe lépett, és 1941-ig ő szerkesztette a Kalangyát. „Kétlelkű” író. Misztikus, lázas víziók és realista történetek vonulatát különböztethetjük meg műveiben. Ugyanakkor alapvetően lírikus alkatú és szemléletű, holott opusa prózai műfajokból épült. Prózaíró, aki legihletettebb pillanataiban verset ír még elbeszéléseiben is.
Pályája első szakaszában még expresszionista jellegű verseket is írt. Formájukban is a versépítés hagyományos módját követő költeményeket, prózaverseket és lírikus jellegű elbeszéléseket hagyott ránk. Műveiben gyakran kifakultak a „fény” motívumai, s csak ritkán villan fel a „jövő Napsugárházának” a képe a mindent elborító nagy sötétségben. A „létből való kimaradás” lírai élményét magyarázza meg.
Szirmai legsajátosabb műfaja, a vízió született meg ezen élmények körében, mindig a látomás marad a legszubjektívebb, leginkább az Én-t kifejező eszköze. Gyökerei az expresszionizmusba kapaszkodnak, életérzése ebből nőtt ki, szimbólumai is expresszionistákká tornyosulnak. Látomásában ugyanis a sötét erők, a gonosz világ tombol, s nyeri el az élet szervezettségének, összefüggésének még látható vonásait, ezért műveiben nemcsak az ember marad magára, hanem a világ is. Komikussá válik a vízió tájképe (Nagy Csönd Víziói).
Klasszikus értelemben vett novellát a víziókkal párhuzamosan kezdett el írni, s életművén a vízió és a leíró, történetet elmondó elbeszélés kettőssége figyelhető meg. Ugyanakkor az is megfigyelhető, hogy elbeszéléseiben, amikor közel marad a valósághoz, nem költői, hanem „nyers” a prózája. Az ilyen novellákban különösen a kisváros, a kispolgári lét, a tisztviselővilág életét rajzolta. Önéletrajzát Önkeresés címen írta.

## Művei
- Ködben. Novellák; Kalangya, Szabadka, 1933 (Kalangya könyvtár)
- A halál költője; Szegedi Új Nemzedék Ny., Szeged, 1943
- Viharban; utószó Herceg János; Testvériség-Egység Kiadó, Újvidék, 1952
- Katlanban; Testvériség-Egység Kiadó, Noviszád, 1958
- Már nem jön senki. Novellák; Forum, Novi Sad, 1960
- Örvény. Elbeszélések;  Fórum, Novi Sad, 1962
- A csend víziói. Válogatott elbeszélések; vál. Tomán László; Forum, Novi Sad, 1965
- Muzsikáló messzeség. Válogatott elbeszélések. 1927–1968; vál., bev. Herceg János; Forum, Novi Sad, 1968
- Önkeresés. Versek. Önéletrajz; Művelődési Otthon, Verbász, 1970 (Művelődési Otthon)
- Falak, puszta falak. Novellák; Forum, Újvidék, 1970
- Mindig elválni valakitől. Novellák; bev. Szirmai Endre, sajtó alá rend., jegyz. Benkő Ákos; Szirmai Károly Emlékbizottság, St. Gallen, 1976
- Szavak estéje. Válogatott tanulmányok, bírálatok és irodalompolitikai cikkek; vál. Benkő Ákos, Szirmai Endre, bev., jegyz. Benkő Ákos; Szirmai Társaság és Archívumok, St. Gallen–Stuttgart–Sydney, 1978
- Az éjszakák motorosai. Válogatott elbeszélések; vál., utószó Tomán László; Tankönyvkiadó Intézet, Újvidék, 1979 (Házi olvasmány Középiskola 1. oszt.)
- Az idő hídján. Elbeszélések; előszó Szirmai Endre, sajtó alá rend., vál., jegyz., utószó Benkő Ákos; Szirmai Archívum, Stuttgart–New York, 1981
- Veszteglő vonatok. 1. Összegyűjtött elbeszélések, novellák, versek 1910–1944; összegyűjt., előszó, jegyz. Bordás Győző; Forum, Újvidék, 1990 (Szirmai Károly művei)

## Emlékezete
1975-ben tiszteletére megalapították a Szirmai Károly Irodalmi Díjat. A díjat az író fia, Szirmai Endre, a verbászi és temerini község alapította vajdasági írók jutalmazása céljából.